# ميدين
ميدين (بالروسية: Медынь) هي إحدى مدن روسيا في الكيان الفدرالي الروسي كالوغا أوبلاست.